# L'amore trova Andy Hardy
L'amore trova Andy Hardy (Love Finds Andy Hardy) è un film statunitense del 1938 diretto da George B. Seitz.